# Friedrich Karrer
Friedrich Karrer (* 27. November 1919 in Wien; † 16. August 1996 ebenda) war ein österreichischer Politiker der Sozialistischen Partei Österreichs (SPÖ).

## Ausbildung und Beruf
Nach dem Besuch der Volks- und Hauptschule besuchte er die Berufsschule und lernte den Beruf des Bäckers. Zum 1. März 1938 trat er der SA bei. Am 27. Juni 1938 beantragte er die Aufnahme in die NSDAP und wurde rückwirkend zum 1. Mai desselben Jahres aufgenommen (Mitgliedsnummer 6.227.793). Im Jahr 1945 wurde er Fachreferent bei der Zentralorganisation der Kriegsopferverbände Österreichs. 1947 war er leitender Sekretär des Kriegsopferverbandes Wien. Im Jahr 1956 wurde er Präsident des Kriegsopferverbandes für Wien, Niederösterreich und das Burgenland und ab 1959 Präsident der Zentralorganisation der Kriegsopferverbände Österreichs.
Nach ihm benannt war das Friedrich Karrerhaus in Freiland, eine Erholungsstätte für Kriegsopfer und Behinderte.

## Politische Mandate
- 17. November 1961 bis 4. Oktober 1963: Mitglied des Bundesrates (IX. und X. Gesetzgebungsperiode), SPÖ